# Jeux de l'Empire britannique et du Commonwealth de 1954

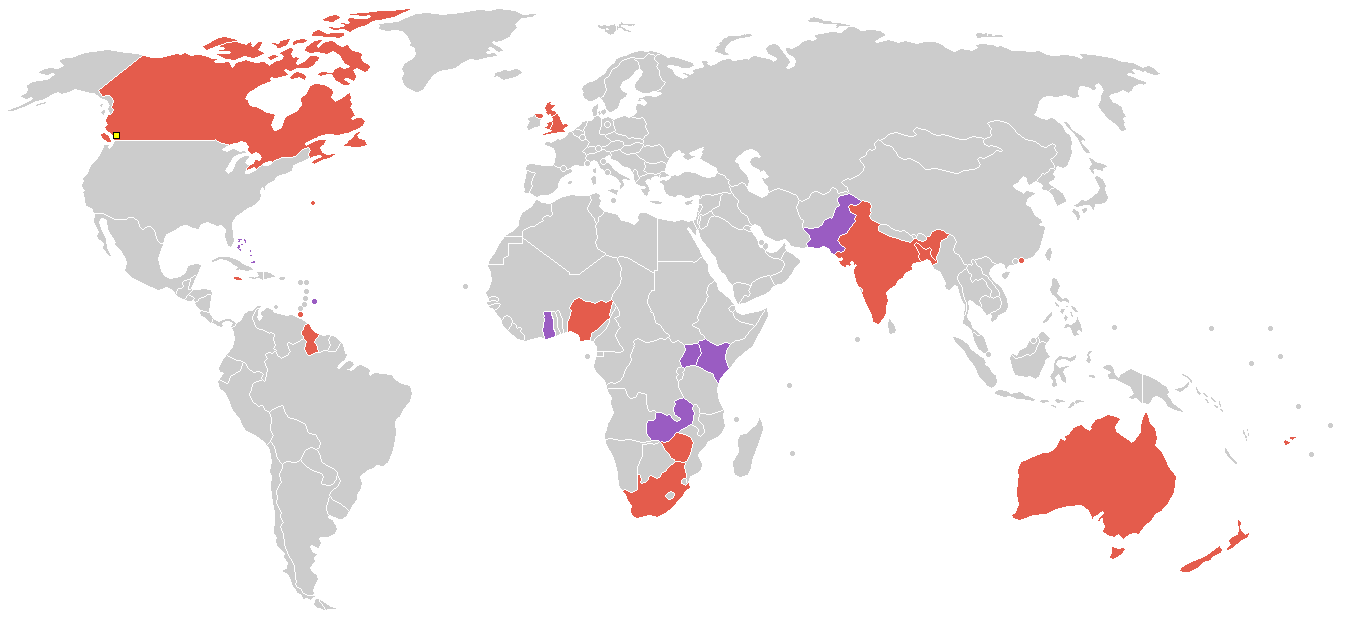
Pays participants en 1954

Les jeux de l'Empire britannique et du Commonwealth de 1954 ont eu lieu à  Vancouver en Colombie-Britannique (Canada) du 30 juillet au 7 août 1954. Ce fut les premiers jeux depuis que le changement de nom des jeux de l'Empire britannique a pris effet en 1952.  
Ce fut à ces jeux, que « The Miracle Mile » a été couru par  Roger Bannister et John Landy dans le stade de l'Empire. Pour la première fois, un athlète (et même deux) courait un mile en moins de quatre minutes.
662 athlètes représentant 24 nations ont participé à ces jeux.

## Les 24 nations présentes
24 équipes ont été représentées aux jeux de l'Empire britannique et du Commonwealth de 1954. Celles participant pour la première fois sont en gras.
| - Afrique du Sud - Angleterre - Australie - Bahamas - Barbade - Bermudes - Canada - Côte-de-l'Or britannique | - Écosse - Fidji - Guyane britannique - Hong Kong - Inde - Irlande du Nord - Jamaïque - Kenya | - Nigeria - Nouvelle-Zélande - Ouganda - Pakistan - Pays de Galles - Fédération de Rhodésie et du Nyassaland - Trinité-et-Tobago |

## Sports et disciplines
- Athlétisme, voir résultats détaillés
- Aviron, voir résultats détaillés
- Boulingrin (jeu), voir résultats détaillés
- Boxe, voir résultats détaillés
- Cyclisme, voir résultats détaillés
- Escrime, voir résultats détaillés
- Haltérophilie, voir résultats détaillés
- Lutte, voir résultats détaillés
- Natation, voir résultats détaillés
- Plongeon, voir résultats détaillés

## Tableau des médailles
| Rang  | Pays               | Or | Argent | Bronze | Total |
| ----- | ------------------ | -- | ------ | ------ | ----- |
| 1     | Angleterre         | 23 | 24     | 20     | 67    |
| 2     | Australie          | 20 | 11     | 17     | 48    |
| 3     | Afrique du Sud     | 16 | 6      | 13     | 35    |
| 4     | Canada             | 9  | 20     | 14     | 43    |
| 5     | Nouvelle-Zélande   | 7  | 7      | 5      | 19    |
| 6     | Écosse             | 6  | 2      | 5      | 13    |
| 7     | Rhodésie du Sud    | 3  | 6      | 3      | 12    |
| 8     | Trinité-et-Tobago  | 2  | 2      | 0      | 4     |
| 9     | Irlande du Nord    | 2  | 1      | 0      | 3     |
| 10    | Nigeria            | 1  | 3      | 3      | 7     |
| 11    | Pakistan           | 1  | 3      | 2      | 6     |
| 12    | Pays de Galles     | 1  | 1      | 5      | 7     |
| 13    | Jamaïque           | 1  | 0      | 0      | 1     |
| 14    | Barbade            | 0  | 1      | 0      | 1     |
| 14    | Hong Kong          | 0  | 1      | 0      | 1     |
| 14    | Ouganda            | 0  | 1      | 0      | 1     |
| 17    | Guyane britannique | 0  | 0      | 1      | 1     |
| 17    | Rhodésie du Nord   | 0  | 0      | 1      | 1     |
| Total | Total              | 92 | 89     | 89     | 270   |